# لیشنا (ناحیه روکیتسانی)
لیشنا (به چکی: Líšná) یک منطقهٔ مسکونی در جمهوری چک است که در ناحیه روکیتسانی واقع شده‌است. لیشنا ۱۸٫۸۳ کیلومتر مربع مساحت و ۱۸۷ نفر جمعیت دارد و ۵۲۷ متر بالاتر از سطح دریا واقع شده‌است.